# Rokitnica (dopływ Raciążnicy)
Rokitnica – struga dorzecza Narwi, prawy dopływ Raciążnicy o długości 16,63 km w północno-zachodniej części województwa mazowieckiego, przepływa przez powiat płocki i powiat płoński, płynie w kierunku wschodnim. Wypływa w okolicach wsi Nagórki Dobrskie i płynie w kierunku wschodnim. Przepływa obok miejscowości: Wępiły, Stare Gralewo, Kaczorowy (gdzie przepływa pod linią kolejową nr 27), Niedarzyn a naprzeciwko wsi Lachówiec wpada do Raciążnicy.